# Тадеуш Міцинський
Тадеуш Міцинський (пол. Tadeusz Miciński, 1873 —1918) — польський письменник, поет, драматург, один з провідних представників польського експресіонізму.

## Життєпис
Походив з родини середнього статку. Народився у м. Лодзь у 1873 році, де закінчив початкову школу. Після цього перебрався до Варшави для отримання середньої освіти. У 1893 році вступив до Ягеллонського університету, де вивчав історію та філософію. Згодом продовжив навчання в університетах Лейпцига та Берліна. Там він захопився окультизмом, сатанізмом, і книгами таємного знання.
У 1896 році дебютував у літературі. У 1897–1898 роках подорожував Іспанією. У 1915 році перебирається до Російської імперії. Брав участь у Першій світовій війні. 
Міцинського було вбито у 1918 році у Могильовській губернії (неподалік м.Чериков сучасної Білорусі) за нез'ясованих обставин.

## Творчість
Тадеуш Міцинський був відомим як поет, драматург і прозаїк. Найвідомішими є праці — віршована збірка «У темряві зірок» 1902 року, драма «Князь Потьомкін» 1906 року (присвячена революційним подіям 1905 року), трагедія «Імператриця Теофану» 1909 року, романи «Нетота» 1910 року, «Ксьондз Фауст» 1913 року. Особливо знаний роман «Ксьондз Фауст», який є відродженням традиції просвітницького дидактичного та пригодницького роману, але у творчості письменника-містика, зануреного в таємничу атмосферу релігій стародавнього Сходу, зайнятого проблемами окультизму. В розповіді про життя ксьондза Фауста, повної фантастичних пригод, вплітаються реалії європейської та польської дійсності початку XX століття.
У публіцистиці — статті «До витоків польської душі», 1906 рік; «Боротьба за Христа», 1911 рік — Міцинський розвиває ідеї польського романтичного месіанізму і своєрідної «філософії любові», закликаючи до дружби польського і російського народів (був прихильником панславізму), мріючи про відродження Польщі на основі морального удосконалення своїх співвітчизників.